# Квашур (Вавозький район)
Квашу́р (рос. Квашур) — присілок у Вавозькому районі Удмуртії, Росія.
Населення — 10 осіб (2010; 44 в 2002).
Національний склад (2002):
- удмурти — 95 %

Урбаноніми:
- вулиці — Підлісна, Садова